# Klasa C
A Klasa C é o oitavo e mais baixo nível do sistema de ligas do futebol polonês. É um nível totalmente regional e amador. Em certos Voivodatos, esse nível não existe, passando a ser o da Klasa B o mais baixo.
O campeão de cada grupo ganha promoção para a liga correspondente na Klasa B. Como é o nível mais baixo, naturalmente não há rebaixados.